# Système thermodynamique

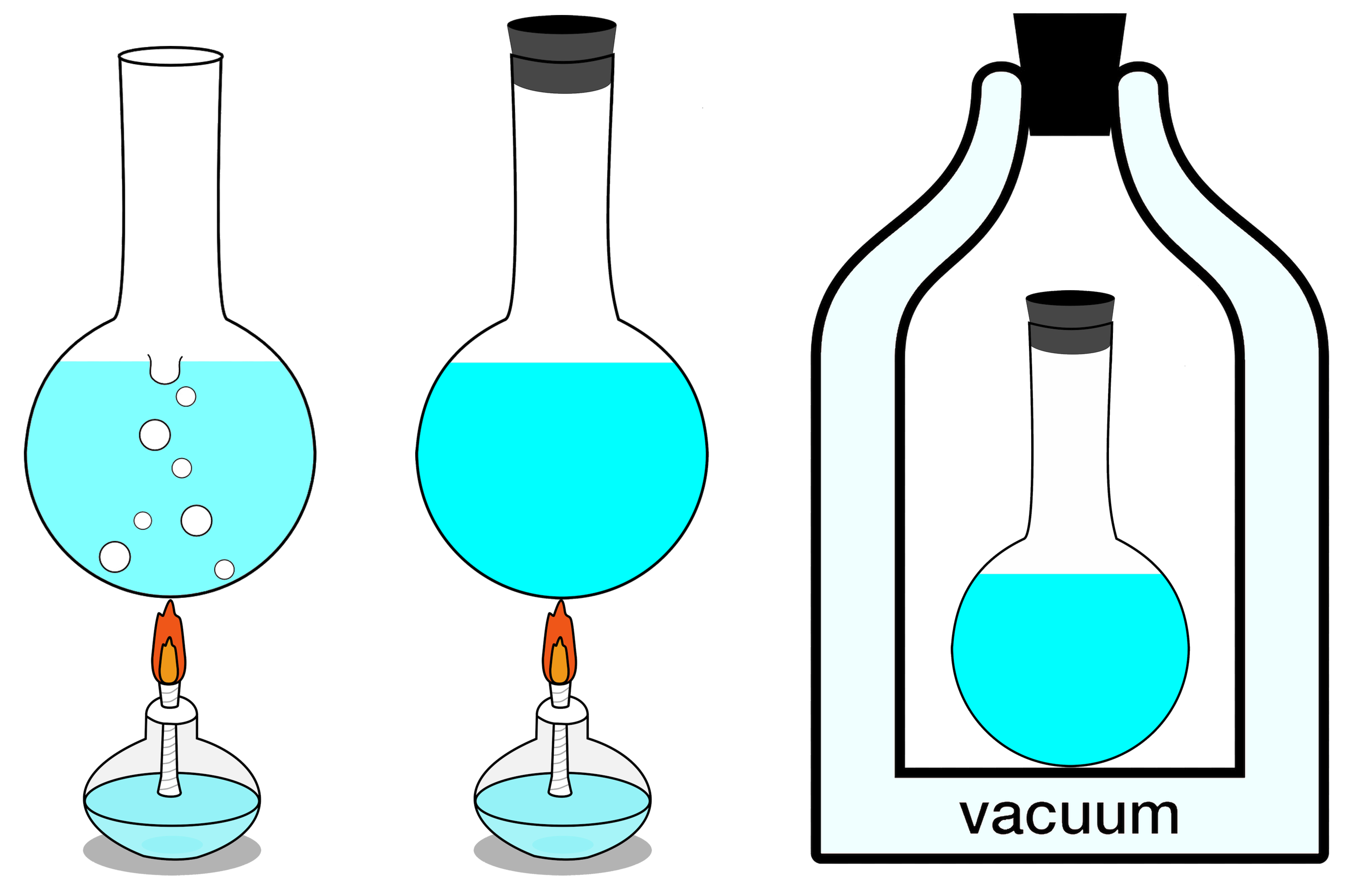
Un système thermodynamique que l'on isole du reste par le vide.

En thermodynamique classique, un système thermodynamique est une portion de l'Univers que l'on isole par la pensée du reste de l'Univers, ce dernier constituant alors le milieu extérieur.
Le système thermodynamique n'est pas forcément défini par une frontière matérielle, ni nécessairement connexe. Les gouttes de liquide dans un brouillard, par exemple, définissent un système thermodynamique.
Le milieu extérieur considéré est constitué par la portion d'Univers en interaction avec le système étudié. Ainsi, le mouvement de la planète Jupiter ou l'heure de la marée n'ont pas besoin d'être considérés pour interpréter le comportement du gaz contenu dans une bulle de savon.
La séparation, même fictive, entre le système et le milieu extérieur est appelée « paroi » ou « enceinte ». Une paroi est dite perméable si elle laisse passer de la matière et imperméable dans le cas contraire[réf. incomplète]. Une paroi est dite diatherme si elle laisse passer de la chaleur et adiabatique dans le cas contraire. Selon la nature et les propriétés de cette paroi, un système thermodynamique sera qualifié de :
| Type de système | Paroi                                    | Échange de matière avec le milieu extérieur | Échange d'énergie (chaleur ou de travail) avec le milieu extérieur | Exemples | Commentaires |
| --------------- | ---------------------------------------- | ------------------------------------------- | ------------------------------------------------------------------ | --- | --- |
| Système ouvert  | Perméable et diatherme                   | Oui                                         | Oui                                                                | Les êtres vivants, l'eau liquide qui bout dans une casserole, une bougie allumée, un moteur à explosion en fonctionnement. | |
| Système fermé   | Imperméable et diatherme                 | Non                                         | Oui                                                                | Les piles électriques, un réfrigérateur en fonctionnement, les végétaux dans un récipient fermé en verre.                  | On considère cependant souvent comme fermés des systèmes échangeant du travail électrique, alors qu'en toute rigueur le transfert d'énergie électrique résulte du passage de porteurs de charges matériels à travers la frontière délimitant le système. |
| Système isolé   | Imperméable, adiabatique et indéformable | Non                                         | Non                                                                | Une bouteille isotherme (thermos), un calorimètre, une réaction chimique réalisée dans un calorimètre.                     | L'univers est par principe un système isolé puisqu'il n'a pas de milieu extérieur ! Son énergie se conserve en conformité avec le premier principe de la thermodynamique.                                                                                |